# Genadekerk (Hamburg)
De Genadekerk (Duits: Gnadenkirche), tegenwoordig officieel de Kerk van de heilige Johannes van Kronstadt (Duits: Kirche des Hl. Johannes von Kronstadt, Russisch: Церковь святого праведного Иоанна Кронштадтского) is een kerkgebouw in de Hamburgse stadswijk Sankt Pauli. De kerk werd oorspronkelijk gebouwd als lutherse kerk, maar werd in 2004 overgedragen aan de Russisch-orthodoxe Kerk.

## Geschiedenis

### De lutherse geschiedenis
In verband met de toename van het inwoneraantal besloot de lutherse gemeente van de Sint-Pauluskerk, die sinds 1683 haar standplaats aan de haven had, tot de oprichting van twee pastoraten om zo de geestelijke verzorging in het gebied beter te kunnen organiseren. Tevens werd besloten een nieuwe filiaalkerk te bouwen. De eerste steen van de nieuwbouw werd op 8 juni 1906 gelegd. De wijding van de kerk volgde op 1 december 1907.
Het kerkgebouw werd aan de genade Gods gewijd, hetgeen bewust betrekking had op de locatie van de kerk tussen het gerechtsgebouw en een gevangenis. De architect Fernando Lorenzen (1859-1917) ontwierp de op een grieks kruis gebaseerde Genadekerk. De centraalbouw toont invloeden van de kerkenbouw in het oosten, met name die van de Georgische kerkenbouw.
In de Tweede Wereldoorlog leed de Genadekerk aanzienlijke schade en pas in 1947 werd de kerk heropend.
Door de demografische veranderingen sinds de jaren 1960 en de geïsoleerde locatie op een verkeerseiland kwam de functie van de kerk steeds vaker in het geding. Na een fusie van de kerkelijke gemeente in 2002 werd er wegens de hoge renovatiekosten nagedacht om de Genadekerk een andere bestemming te geven. Om de kerk voor de eredienst te behouden, werd het gebouw ten slotte in 2004 overgedragen aan de in 2001 opgerichte Russisch-orthodoxe parochie van de heilige Johannes van Kronstadt.
Het van zandsteen gebouwde altaar van de Genadekerk bevindt zich tegenwoordig in de Sint-Pauluskerk.

### Russisch-orthodoxe Kerk

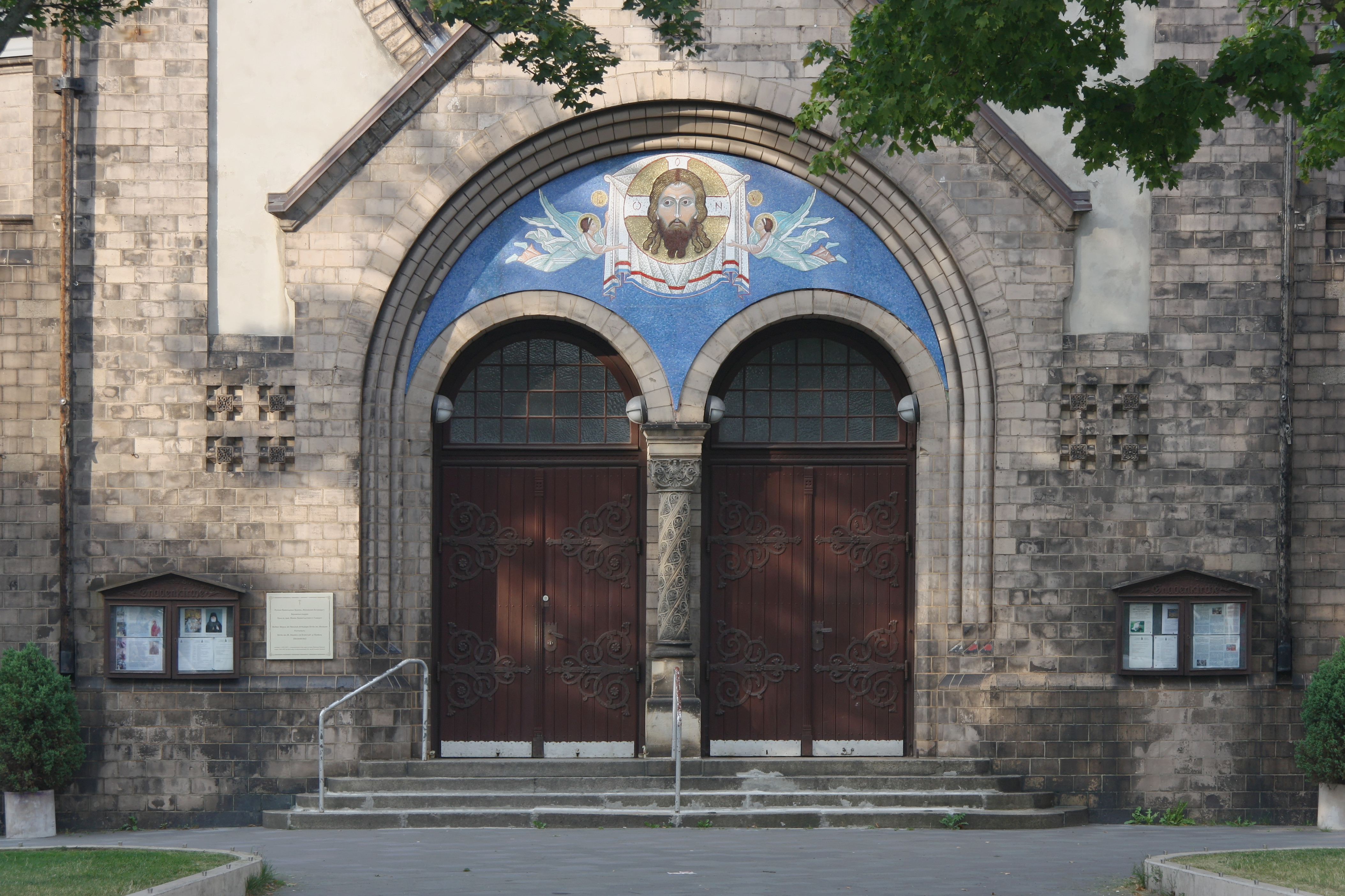
Toegang van de orthodoxe kerk

De architectuur van de Genadekerk met de ronde vormen en elementen uit de romaanse en gotische architectuur kent overeenkomsten met de orthodoxe kerkenbouw. De kerk bezit vijf torens, één grote vieringtoren en vier hoektorens, hetgeen karakteristiek is voor de orthodoxe kerken en symbool staat voor Christus en de vier evangelisten. Sinds 2007 worden de torens met orthodoxe kruisen bekroond.
Het interieur van de kerk is geschikt gemaakt voor de orthodoxe kerkelijke en liturgische traditie. De kerkbanken werden verwijderd en langs de muren van het kerkschip geplaatst. De kansel kreeg een ereplaats op de linker kant van de iconostase. Voor de iconostase werd de bestaande scheidingsmuur tussen de kerk en de sacristie de basis. Iconenschilders uit Moskou beschilderden de stenen iconostase met fresco's. De iconostase bevat ook iconen van drie uit Duitsland afkomstige personen, die door de Russisch-orthodoxe Kerk heilig werden verklaard. De eerste is de heilige Procopius van Oestjoeg, een in Lübeck geboren koopman die zich later bekeerde tot de orthodoxie en als heilige dwaas door het leven ging. De tweede icoon betreft de heilige Elisabeth, een Duitse prinses die met een Moskouse gouverneur trouwde en orthodox werd. Zij genoot in heel Rusland grote populariteit als weldoenster en nadat zij vermoord werd sprak de kerk haar als martelares heilig. De derde Duitse persoonlijkheid stelt Sint-Ansgarius voor, de apostel van het noorden en de eerste bisschop van Hamburg die ook in de orthodoxie hoog vereerd wordt.
De kerk werd op 30 mei 2007 volgens de orthodoxe traditie gewijd. De gebeurtenis werd door een groot aantal mensen bijgewoond en vond plaats op een moment dat Hamburg het 50-jarig jubileum van de stedenband met Sint-Petersburg vierde.
Op 15 december 2014 werd naast de kerk het Tschaikowsky-Haus geopend. Het gebouw is een vormingscentrum van de Russisch-orthodoxe gemeente en beoogt een trefpunt zijn van de Duitse en Russische culturen.
In de kerk wordt elke zaterdag en zondag een Goddelijke liturgie opgedragen.